# 松本謙一
松本 謙一（まつもと けんいち、1949年 - ）は、日本の雑誌編集者・鉄道ファン。月刊鉄道模型雑誌「とれいん」の元編集主幹。同誌の発行や鉄道模型の販売を行う株式会社エリエイの元社長。元新しい歴史教科書をつくる会東京支部長。元自由社取締役教科書編集室長。

## 来歴
東京都中央区出身。立教中学校（現立教池袋中学校）、立教高校（現立教新座高校）から1968年に立教大学に入学し、1年で中退。「鉄道ジャーナル」の契約カメラマンを経て、父の松本一郎（俳号・松本芒風、2003年死去）が東京・京橋や日本橋で営んでいた呉服店「ゑり栄」（エリエイの前身）に入社した。
妹はニューヨーク在住の聖公会宣教師で『イエスとともに歩む―十字架の道ゆき』などの訳書もある景山恭子。

## とれいんの発行
1974年12月にとれいんを創刊。立教の後輩で江戸川乱歩の孫としても知られる平井憲太郎とともに長年発行に携わる。鉄道模型関係の専門誌が事実上一誌だけの時代が長らく続いたが、とれいんの創刊により、以前は扱いが少なかった分野の記事が掲載されるようになり裾野の拡大につながった。これまで他誌では積極的には掲載されてこなかった1/80、13mmや1/87、12mmの記事を積極的に掲載することで普及に貢献した。最近ではJAMコンベンションのモデラーズパフォーマンスに一個人として参加して交流を深める。
2006年1月にエリエイの社長を平井憲太郎に譲り、長男の松本大河を副社長にした。2007年10月には取締役も退いた。

## つくる会での活動と追放
父は天皇嫌い、妹はクリスチャンで反戦主義者という家庭環境だったが、新しい歴史教科書をつくる会で活動。過激な言動がときに波紋を呼んだ。
2000年から2006年まで東京支部長を務めた。藤岡信勝を支持する立場を打ち出し、2002年2月7日に開かれたつくる会のシンポジウムで、会場整理係を務めていたにもかかわらず、藤岡と対立する小林よしのりに野次を飛ばした（このときの模様は小林の漫画『ゴーマニズム宣言』や小林が責任編集長の季刊誌「わしズム」に記述されている）。
2006年に表面化した同会の内紛でも藤岡信勝派の急先鋒となった。扶桑社に絶縁され少数派になった藤岡信勝派が新たな発行元に選んだ自由社の取締役教科書編集室長に就任し、教科書編集を一手に引き受けた。
しかし、業務遂行をめぐって藤岡および藤岡側近の石井竜生（作家、自由社社員）から批判され、検定合格直後の2009年4月15日に教科書編集室長を突如、解任・追放された。これ以降、自由社の教科書編集の実権は藤岡・石井の二人が完全に握ることとなる。このため松本は反藤岡に転じ、藤岡を「スターリン、毛沢東、金日成と変わるところはない個人崇拝誘導、独占支配体制の確立」、その藤岡を傍で常に煽る側近の石井を「階級差別主義者」として、藤岡・石井の二人の謀略を激しく非難するメールを関係者に送った。松本によればこの間の藤岡・石井の二人のあまりに悪辣な振る舞いを目の当たりにしたせいで、松本の夫人は体調を崩し、通院を余儀なくされたという。

## 著書
- 『僕の小さな水族館のマリン・エンゼルフィッシュたち』（エリエイ、1993年）
- 『しんかんせんスーパーとっきゅう のりものスーパー百科1』（ひかりのくに、1994年）
- 『とっきゅうブルートレイン のりものスーパー百科2』（ひかりのくに、1994年）
- 『でんしゃ・ちかてつ のりものスーパー百科3』（ひかりのくに、1995年）
- 『じょうききかんしゃ・ディーゼルきかんしゃ のりものスーパー百科7』（ひかりのくに、1995年）
- 『しんかんせん・あたらしいとっきゅう のりものスーパー百科7』（ひかりのくに、2000年）

## 共著
- （林真次）『世界のサンゴ礁をつれてくる―リビング・スペースの海水魚飼育』（エリエイ、1985年）
- （平井憲太郎）『スワローエンゼル―函館本線Ｃ62重連の実像　上・下』（エリエイ、1999年）
- （平井憲太郎、プレス・アイゼンバーン）『Ｃ62』（エリエイ、2003年）